# Spoorlijn Aansluiting Neuville - Cergy-Préfecture
De Spoorlijn aansluiting Neuville - Cergy-Préfecture, ook wel de Ligne de Cergy genoemd, is een Franse spoorlijn van Neuville-sur-Oise naar Cergy. De lijn is 10,8 km lang en heeft als lijnnummer 326 000.

## Geschiedenis
De lijn werd aangelegd door de Société nationale des chemins de fer français en geopend in verschillende gedeeltes, van Neuville tot Cergy-Préfecture op 31 maart 1979, van Cergy-Préfecture tot Cergy-Saint-Christophe op 29 september 1985 en de lijn werd voltooid tot Cergy-le-Haut op 29 augustus 1994

## Treindiensten
De SNCF verzorgt het personenvervoer op dit traject met Transilien treinen.
| Serie   | Treinsoort        | Route | Bijzonderheden |
| ------- | ----------------- | --- | -------------- |
| Trans L | Transilien (SNCF) | Paris Saint-Lazare – Bécon-les-Bruyères – [ Nanterre-Université – Maisons-Laffitte – Cergy-le-Haut ] / [ [ La Défense – Saint-Cloud – [ Versailles-Rive-Droite ] / [ Marly-le-Roi – Saint-Nom-la-Bretèche - Forêt de Marly ] ] |                |

### Réseau express régional
Op het traject rijdt het Réseau express régional de volgende routes:
| Serie | Treinsoort        | Route | Bijzonderheden |
| ----- | ----------------- | --- | -------------- |
| RER A | RER (SNCF / RATP) | [ [ Cergy-le-Haut – ] / [ Poissy – ] Maisons-Laffitte – ] / [ Saint-Germain-en-Laye – Rueil-Malmaison – Nanterre-Université – ] Nanterre-Préfecture – La Défense – Châtelet - Les Halles – Paris-Lyon – Vincennes – [ Fontenay-sous-Bois – La Varenne - Chennevières – Boissy-Saint-Léger ] / [ Val de Fontenay – Bry-sur-Marne – Noisy-le-Grand - Mont d’Est – Torcy – Marne-la-Vallée - Chessy ] |                |

## Aansluitingen
In de volgende plaatsen is een aansluiting op de volgende spoorlijn:
Neuville
RFN 338 000, spoorlijn tussen Achères en Pontoise

## Elektrische tractie
De lijn werd bij aanleg geëlektrificeerd met een spanning van 25.000 volt 50 Hz. 

## Galerij

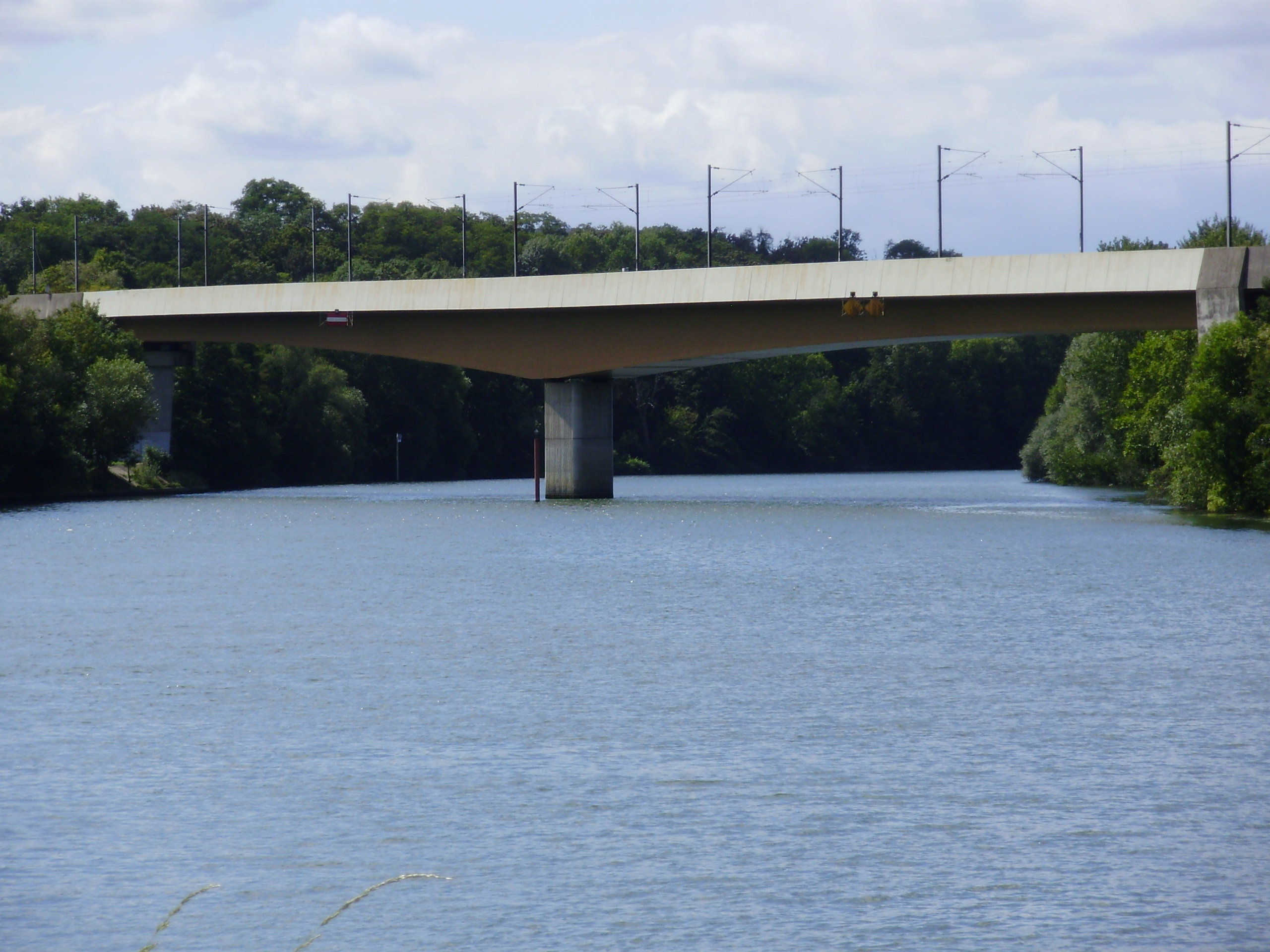
Spoorbrug over de Oise
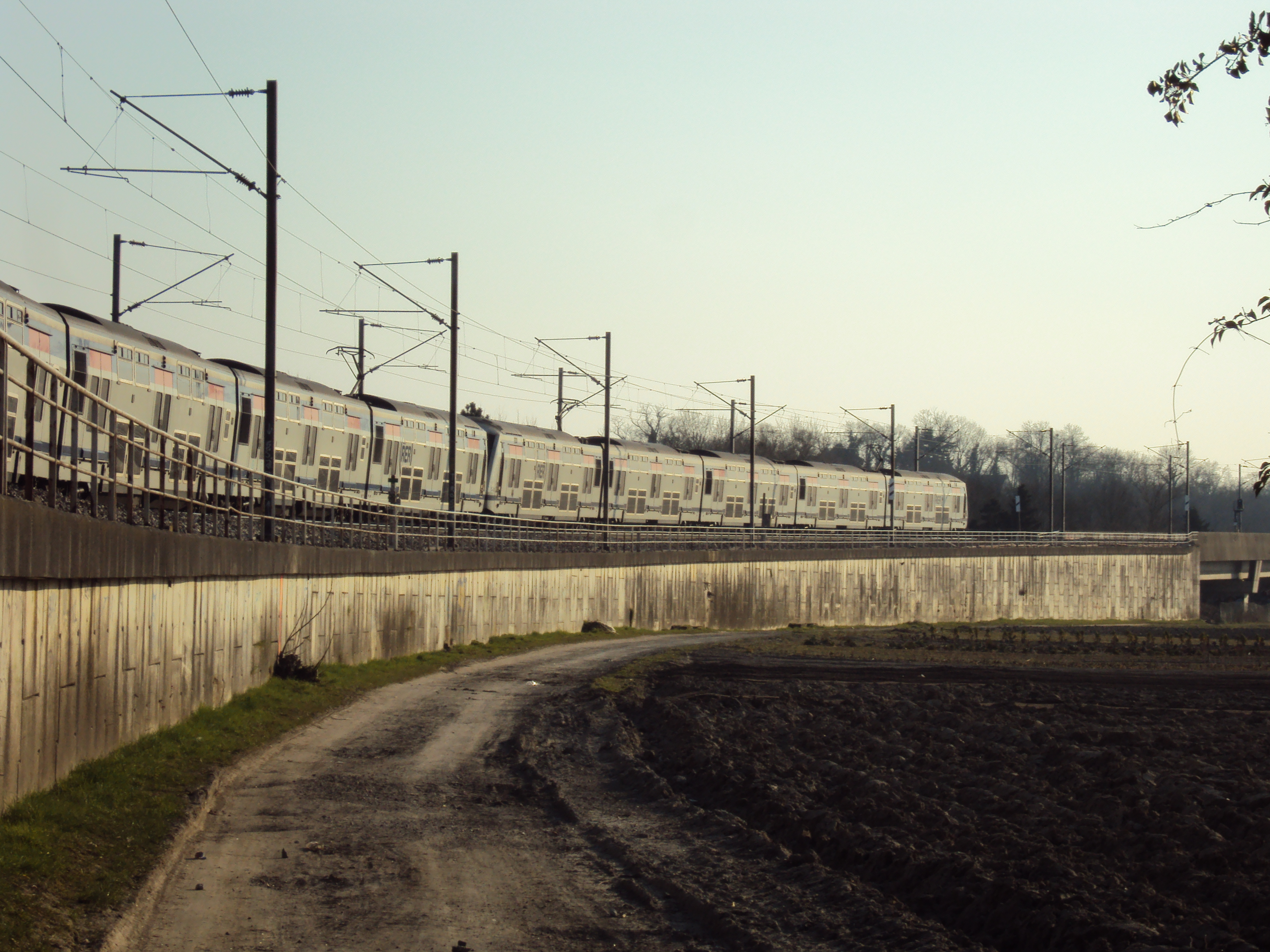
Trein op de oprit richting de spoorbrug
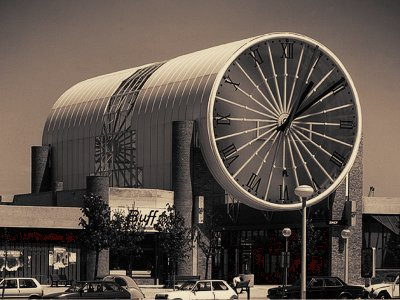
Station Cergy - Saint-Christophe
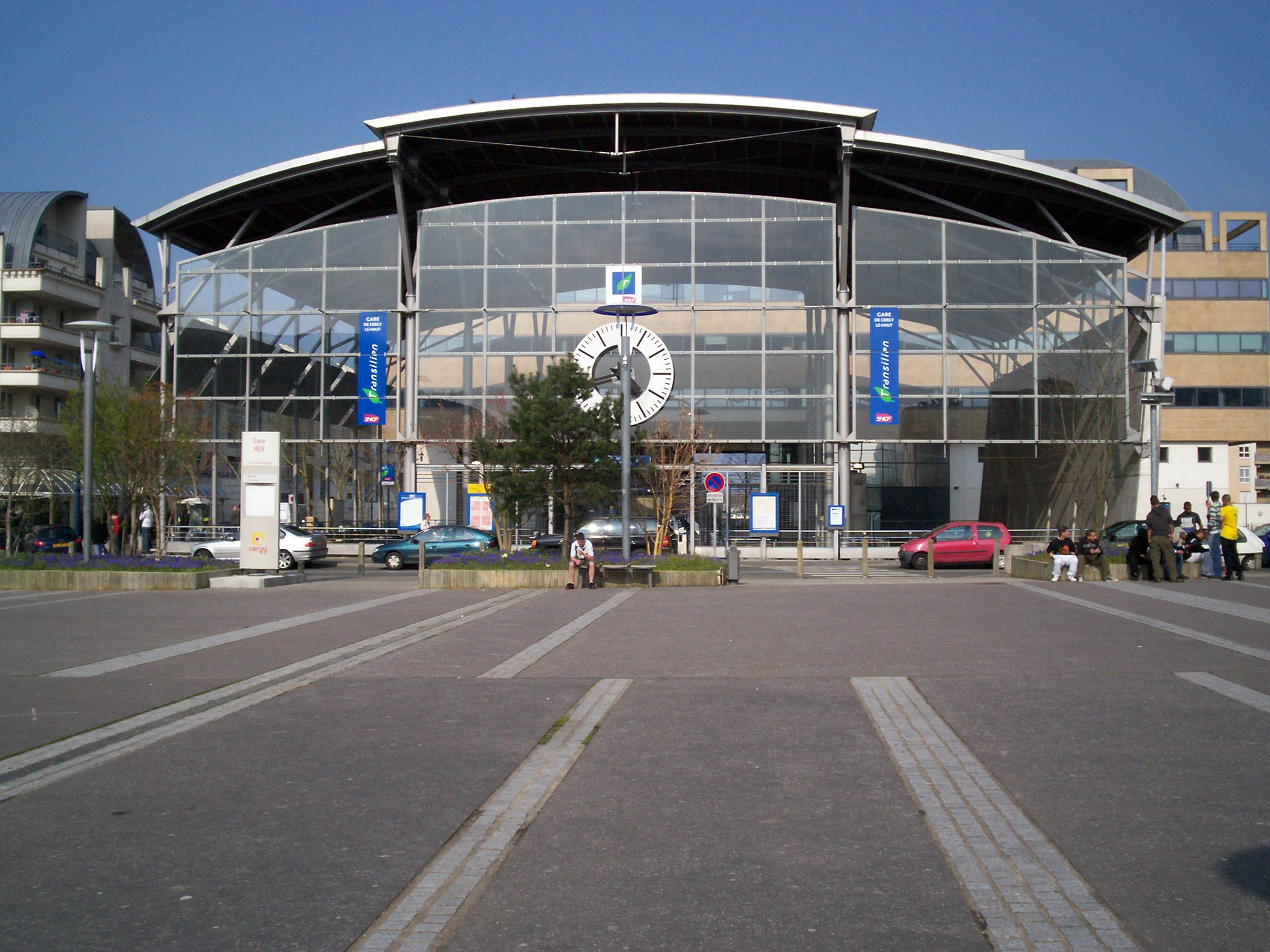
Station Cergy-Préfecture